# Hendavāneh-ye Desar
Hendavāneh-ye Desar (persiska: Hendavāneh-ye Pordesar, هندوانه دسر) är en ort i Iran.   Den ligger i provinsen Gilan, i den nordvästra delen av landet, 230 km nordväst om huvudstaden Teheran. Hendavāneh-ye Desar ligger 1 meter över havet och antalet invånare är 572.
Terrängen runt Hendavāneh-ye Desar är mycket platt.Runt Hendavāneh-ye Desar är det ganska tätbefolkat, med 155 invånare per kvadratkilometer. Närmaste större samhälle är Rasht, 16,2 km väster om Hendavāneh-ye Desar. Trakten runt Hendavāneh-ye Desar består till största delen av jordbruksmark.